# 브라이스 소더버그
브라이스 댄 소더버그(Bryce Dane Soderberg , 1980년 4월 10일 생, 캐나다 브리티시컬럼비아 주 빅토리아 출신)는 미국 록 밴드 라이프하우스(Lifehouse)의 베이시스트이자 세컨 보컬로 잘 알려진 캐나다인 뮤지션이다.

## 유년 시절
브라이스 소더버그는 캐나다 브리티시컬럼비아 주 빅토리아 외곽의 수크(Sooke)에서 태어났다. 그는 어렸을 적부터 베이스 기타를 연주라기 시작했으며 그의 두 형과 그들의 밴드를 통해 음악적 실력을 향상시키며 성장했다. 그는 세인트 미카엘 대학 부속 학교 (St. Michaels University School)를 졸업하였으며 2년간 캐나다 퀘벡 (Quebec)에서 대학을 다녔다. 그는 19살이 되던 해 음악 경력을 쌓기 위해 미국 캘리포니아주 로스 앤젤레스로 이주하였다. 21살이 되던 해, 그는 엘렉트라 레코드 (Elektra Records) 소속 아티스트 AM Radio (밴드)에 합류한다. 그리고 리버스 쿼모 (Rivers Cuomo)의 관리 하에 하워드 밴슨 (Howard Benson)이 프로듀싱한 그들의 데뷔앨범 작업에 참여하며 3년간의 월드투어에도 참여한다. 2004년 애틀랜틱 레코드 그룹으로 엘렉트라 레코드가 인수되자 AM Radio가 해체된다. 이 기간 동안 그는 보컬리스트/작곡가로서 그의 개인적인 프로젝트인 더 셀레브리티즈 (The Celebrities)를 진행한다. 2004년 8월, 소더버그는 라이프하우스의 전 멤버였던 션 울스텐험(Sean Woolstenhulme)의 소개로 라이프하우스에 합류한다.

## 라이프하우스
라이프하우스로 합류한 후, 소더버그와 멤버들은 밴드의 이름을 딴 세번째 정규 앨범인 Lifehouse를 발매하고 투어 공연에 나선다. 그들의 싱글인 "You and Me"은 아메리칸 어덜트 컨템포러리(AC) 부분 1위를 차지하였고 HOT AC에 선정되었으며 역사상 가장 많이 연주되고 방송된 HOT AC 곡이 되었다. 투어 공연을 잠시 쉬던 2007년 6월 19일, 라이프하우스는 그들의 네번째 정규 앨범 Who We Are을 발매하였고 2010년 3월에는 그들의 다섯번째 정규 앨범인 Smoke & Mirrors를 발매하였다. 소더버그는 Smoke & Mirrors의 수록곡인 "Wrecking Ball"에서 공동 작곡과 리드 보컬을 맡았다.
소더버그는 리켄배커 (Rickenbacker)사와 펜더 (Fender Musical Instruments Corporation)사의 베이스에 암페그 (Ampeg)사의 SVT Classic Heads와 8x10 cabs을 사용한다.
그는 또한 몇몇 라이브 공연에서 Who We Are의 수록곡 "Bridges"를 리드 보컬로 공연하기도 한다. Smoke & Mirrors의 수록곡인 "Here Tomorrow, Gone Today"을 공연할 때는 리드 보컬인 제이슨 웨이드와 역할을 나누기도 한다.
소더버그는 KOMOX라고 불리는 사이드 프로젝트 활동도 하고 있다.

## 참고사항
1. ↑  “Bridges at Manila, Philippines”. Youtube.com. 2008년 7월 26일. 2011년 8월 17일에 확인함.
2. ↑  “Lifehouse gig a big hit”. Showbizandstyle.inquirer.net. 2012년 2월 20일에 원본 문서에서 보존된 문서. 2011년 8월 17일에 확인함.
3. ↑  “Bridges at Dallas, Texas”. Youtube.com. 2011년 8월 17일에 확인함.